# Lindås
Lindås er en tidligere kommune i det daværende Hordaland nu Vestland fylke, i Norge. Den grænsede i nord til Masfjorden og Modalen, og i vest til Radøy og Austrheim. Over fjorden eller trange sunde omgives Lindås også af kommunerne Gulen i nord, Vaksdal og Osterøy i øst, Bergen i syd, og Meland i vest. Lindås har broforbindelse mod Bergen via Hagelsundbroen og Nordhordlandsbroen, og til Meland af via Hagelsundbroen og Krossnessundet bro. Dele a f det store olieindustrianlæg Mongstad ligger i Lindås Kommune.

## Kommunereformen
I forbindelse med kommunereformen er det vedtaget at Radøy lægges sammen med Meland og Lindås. I et fælles kommunestyremøde for Meland, Lindås og Radøy 22. juni 2017 blev det vedtaget at den nye storkommune, som bliver en realitet fra 1. januar 2020, skal hedde Alver. Den nye kommunen vil få rundt 28.000 indbyggere og blive den 33. største målt i indbyggertal i Norge.